# XVIIe gouvernement de la République (Espagne)
Seconde République espagnole
Portella II Azaña V
Le XVIIe gouvernement de la République est le gouvernement de la République espagnole en fonction le 19 février 1936 au 7 avril 1936.

## Composition
| Portefeuille                                           | Titulaires | Titulaires                    | Parti |
| ------------------------------------------------------ | ---------- | ----------------------------- | ----- |
| Président du Conseil                                   |            | Manuel Azaña                  | IR    |
| Ministre d'État                                        |            | Augusto Barcia Trelles        | IR    |
| Ministre de l'Économie et des Finances                 |            | Gabriel Franco                | IR    |
| Ministre de la Guerre                                  |            | José Miaja                    | sans  |
| Ministre de la Guerre                                  |            | Carlos Masquelet              | sans  |
| Ministre de la Justice                                 |            | Antonio Lara Zárate           | UR    |
| Ministre du Gouvernement                               |            | Amós Salvador Carreras (es)   | IR    |
| Ministre des Travaux publics                           |            | Santiago Casares Quiroga      | IR    |
| Ministre de la Marine                                  |            | José Giral                    | IR    |
| Ministre de l'Industrie et du Commerce                 |            | Plácido Álvarez-Buylla Lozana | sans  |
| Ministre de l'Instruction Publique et des Beaux-arts   |            | Marcelino Domingo             | IR    |
| Ministre du Travail,de la Santé et du Bien-être social |            | Enrique Ramos Ramos           | IR    |
| Ministre de l'Agriculture                              |            | Mariano Ruiz-Funes            | IR    |
| Ministre des Communications et de la Marine Marchande  |            | Bernardo Giner de los Ríos    | UR    |